# Polyura pyrrhus
Espèce
Polyura pyrrhus ou Polyura  empereur est une espèce de lépidoptères (papillons) de la famille des Nymphalidae et de la sous-famille des Charaxinae. 

## Dénomination
Polyura pyrrhus a été décrit par Carl von Linné en 1758, sous le nom initial de Papilio pyrrhus.
Synonymes : Charaxes pyrrhus Butler, [1866] ; Eulepis pyrrhus Rothschild & Jordan, 1898.

### Sous-espèces
- Polyura pyrrhus pyrrhus

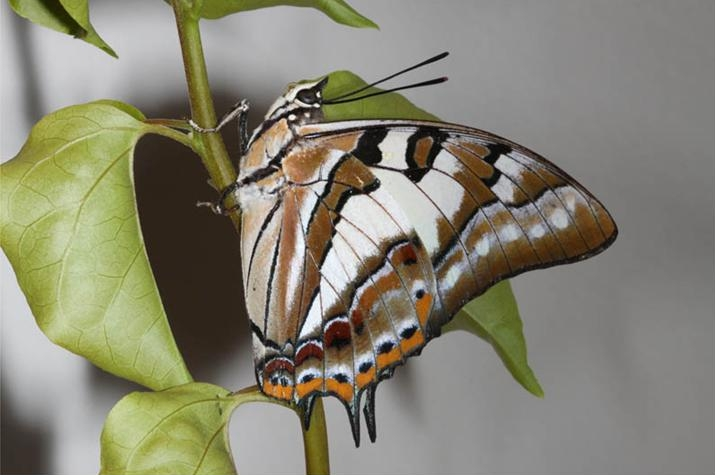
Polyura pyrrhus sempronius revers

- Polyura pyrrhus aloranus (Rothschild, 1898)
- Polyura pyrrhus antigonus (Fruhstorfer, 1904)
- Polyura pyrrhus bandanus (Rothschild, 1898)
- Polyura pyrrhus babbericus (Fruhstorfer, 1903)
- Polyura pyrrhus buruanus (Rothschild, 1898)
- Polyura pyrrhus galaxia (Butler, [1866])
- Polyura pyrrhus gilolensis (Butler, 1869)
- Polyura pyrrhus glauca (Joicey & Talbot, 1916)
- Polyura pyrrhus jovis (Staudinger, 1895)
- Polyura pyrrhus kalaonicus (Rothschild, 1898)
- Polyura pyrrhus lettianus (Rothschild, 1898)
- Polyura pyrrhus obiensis (Rothschild, 1898)
- Polyura pyrrhus pyrrhulus (Fruhstorfer, 1903)
- Polyura pyrrhus romanus (Fruhstorfer, 1904)
- Polyura pyrrhus scipio (Rothschild, 1898)
- Polyura pyrrhus sempronius (Fabricius, 1793)
- Polyura pyrrhus tiberis (Waterhouse, 1920)[2].

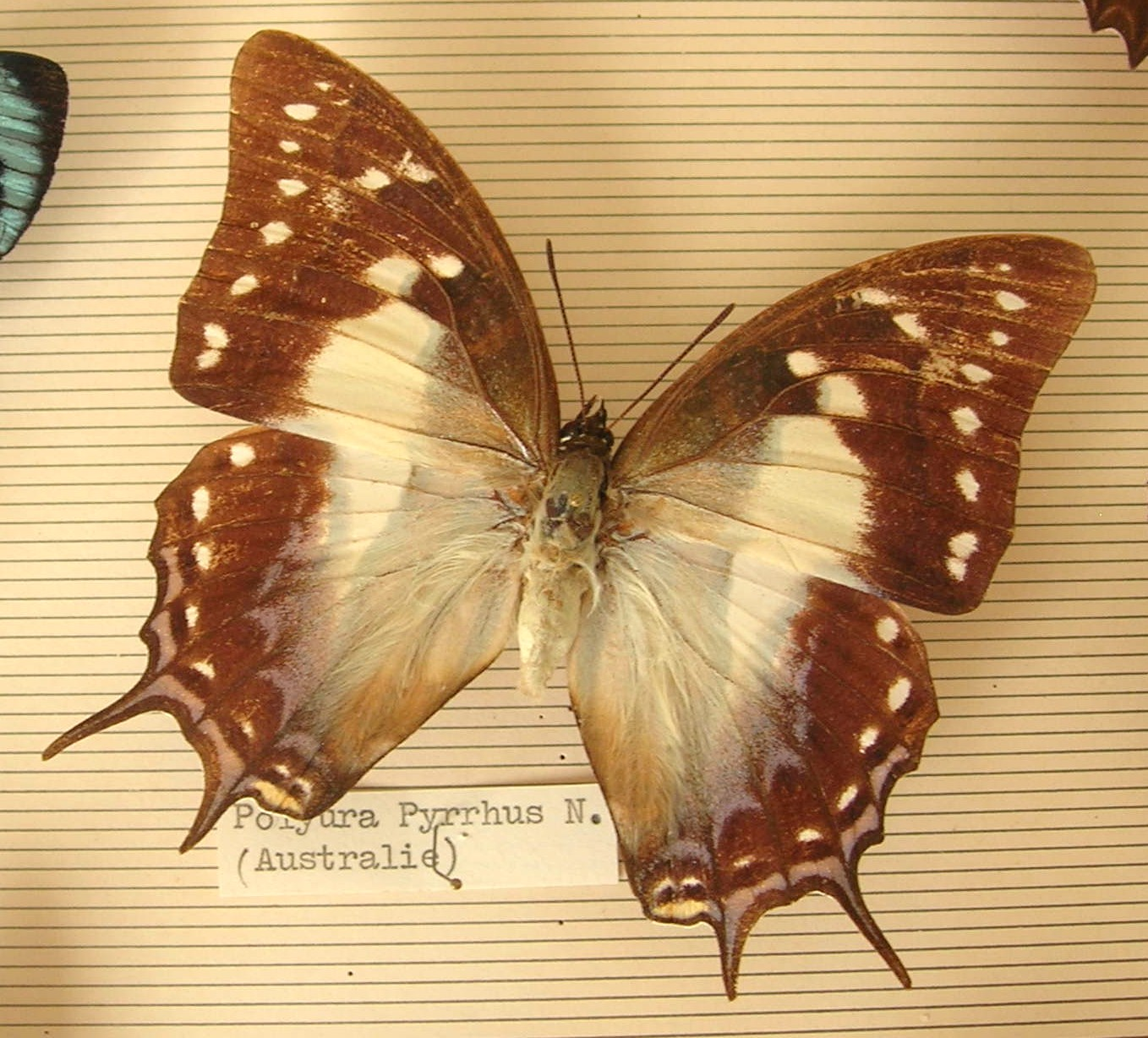
Polyura pyrrhus (Australie)

### Nom vernaculaire
Polyura pyrrhus sempronius se nomme en anglais Tailed Emperor ou Four Tail et  Polyura pyrrhus galaxia Kalao Nawab .

## Description
Polyura pyrrhus est un grand papillon, d'une envergure de 75 mm à 80 mm, au corps blanc, aux ailes antérieures au bord externe légèrement concave et aux ailes postérieures à deux queues, une grande et une petite proche de l'angle anal.
Sur le dessus les ailes sont blanches à très large bordure des bords externe et du bord costal des ailes antérieures noire ornée d'une ligne submarginale de points blancs. Un point orange marque l'angle anal.
Le revers est blanc marqué de bandes beige doré soulignées de fines lignes noires et d'une marge orange aux ailes postérieures.

### Illustrations des sous-espèces

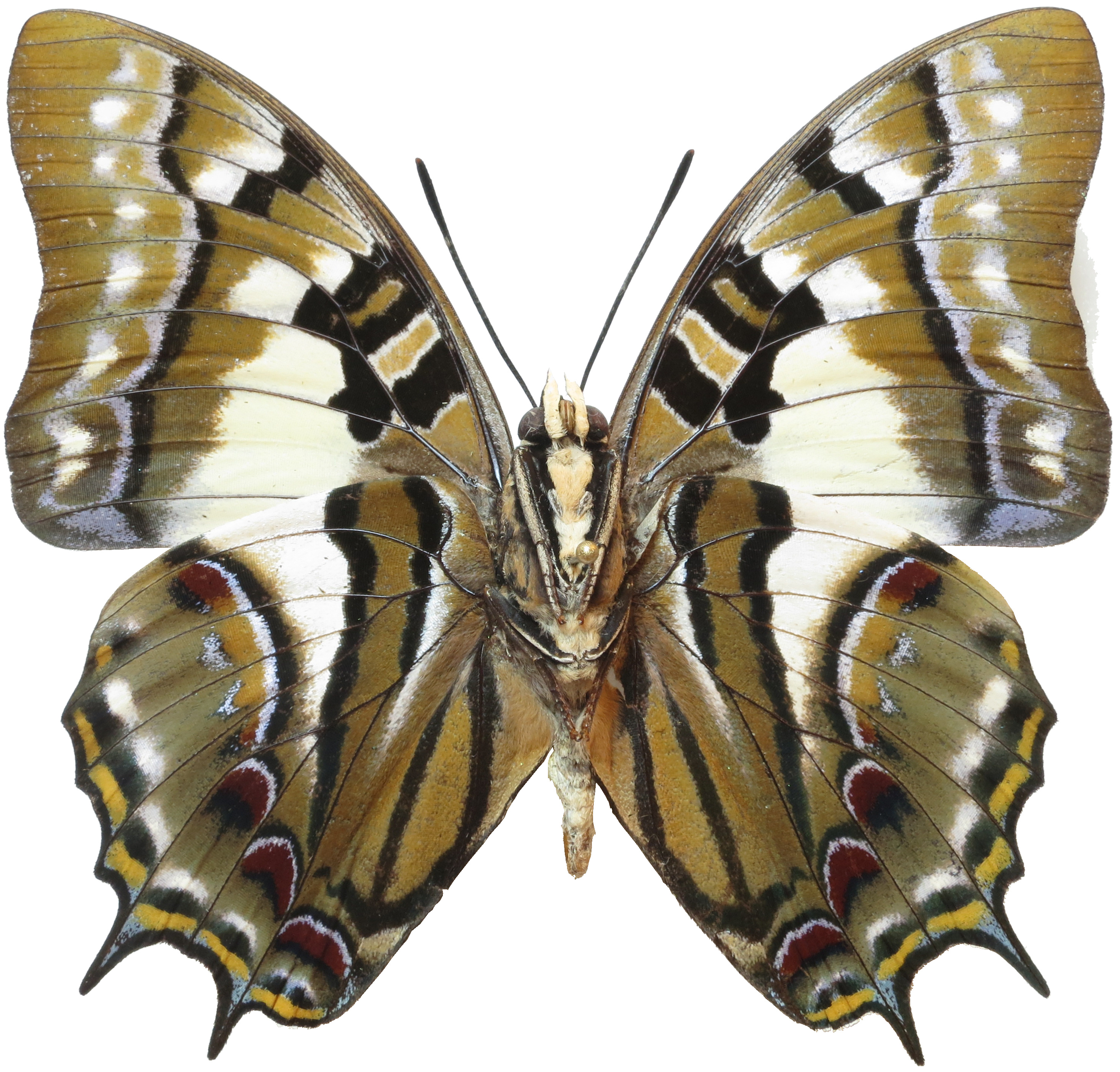
P. pyrrhus pyrrhus mâle (Céram)
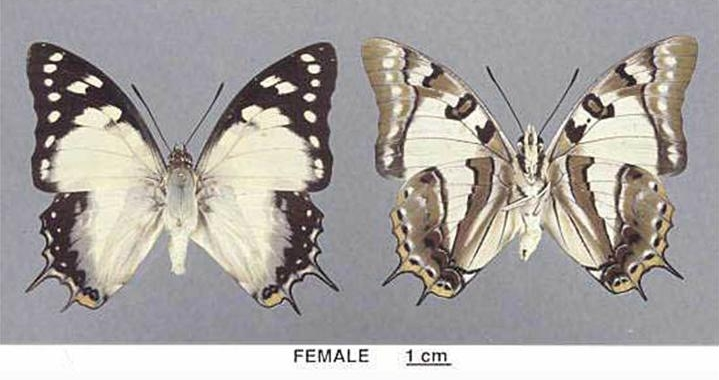
P. pyrrhus sempronius femelle

### Chenille
La chenille est verte avec sur la tête une couronne de cornes jaunes à extrémité bleu clair.

## Biologie

### Plantes hôtes
Les plantes hôtes de la chenille sont des Acacia, des Albizia, des Cassia, des Celtis, des Brachychiton acerifolius (kurrajong), des Ponsiana et des Robinia.

## Écologie et distribution
Il est présent aux Moluques, à Timor, en Papouasie-Nouvelle-Guinée et en Australie.

### Protection
Pas de statut de protection particulier.